# Пенрин (Пенсільванія)
Пенрин (англ. Penryn) — переписна місцевість (CDP) в США, в окрузі Ланкастер штату Пенсільванія. Населення — 980 осіб (2020).

## Географія
Пенрин розташований за координатами 40°11′45″ пн. ш. 76°22′11″ зх. д. / 40.19583° пн. ш. 76.36972° зх. д. (40.195817, -76.369772).  За даними Бюро перепису населення США в 2010 році переписна місцевість мала площу 4,92 км², з яких 4,89 км² — суходіл та 0,03 км² — водойми.

## Демографія
Згідно з переписом 2010 року, у переписній місцевості мешкали 1024 особи в 373 домогосподарствах у складі 311 родини. Густота населення становила 208 осіб/км².  Було 383 помешкання (78/км²).
Расовий склад населення:
| - 96,6 % — білих - 0,4 % — чорних або афроамериканців - 0,4 % — азіатів - 0,1 % — корінних американців - 2,1 % — осіб інших рас |

До двох чи більше рас належало 0,5 %. Частка іспаномовних становила 1,9 % від усіх жителів.
За віковим діапазоном населення розподілялося таким чином: 24,5 % — особи молодші 18 років, 62,4 % — особи у віці 18—64 років, 13,1 % — особи у віці 65 років та старші. Медіана віку мешканця становила 41,4 року. На 100 осіб жіночої статі у переписній місцевості припадало 105,2 чоловіків;  на 100 жінок у віці від 18 років та старших — 102,4 чоловіків також старших 18 років.
Середній дохід на одне домашнє господарство  становив 82 385 доларів США (медіана — 75 172), а середній дохід на одну сім'ю — 82 355 доларів (медіана — 72 306). Медіана доходів становила 50 792 долари для чоловіків та 50 804 долари для жінок. 
Цивільне працевлаштоване населення становило 639 осіб. Основні галузі зайнятості: освіта, охорона здоров'я та соціальна допомога — 34,3 %, виробництво — 13,3 %, будівництво — 9,2 %, фінанси, страхування та нерухомість — 7,2 %.